# Kinosternidae
Kinosternidae é uma família de pequenas tartarugas, com vinte e cinco espécies, classificadas em quatro gêneros.
As espécies do grupo são exclusivas do Novo Mundo. Habitam zonas de águas calmas, com densa vegetação e fundo de lama, desde os Estados Unidos e o México até a América do Sul.
Todos os membros da família são carnívoros, se alimentado de crustáceos, insetos, moluscos, anelídios e pequenos peixes.
O registo fóssil sugere que o grupo tenha evoluído nas Américas. O quinosternídeo mais antigo que se conhece é a espécie Xenochelys formosa, encontrada em formações do Oligocénico da Dakota do Sul.

## Géneros
- Kinosternon
  - 18 espécies
- Sternotherus
  - 4 espécies
- Claudius
  - 1 espécie

Claudius angustatus
- Staurotypus
  - 2 espécies